# Kate Field
Pour les articles homonymes, voir Field.
Mary Katherine Keemle Field, connue sous le nom de Kate Field, (1er octobre 1838 à Saint-Louis - 19 mai 1896 à Honolulu) est une journaliste, conférencière et actrice américaine.
Elle est une figure phare du journalisme américain de la seconde moitié du XIXe siècle. Ses articles au Springfield Republican du Massachusetts et à d'autres journaux, sous la signature de « Straws, Jr. », sont bien accueillis. Elle est l'une des rares reporters à succès, grâce à ses critiques de l'actualité, de l'art, de la musique et du théâtre. Elle est à la fois rédactrice en chef et éditrice de son magazine d'actualités, le Kate Field's Washington.
Le New York Tribute la décrit comme « l'une des femmes les plus célèbres d'Amérique », et le Chicago Tribune « La femme la plus unique que ce siècle ait produit ». Henry James s'inspire d'elle pour le personnage d'Henrietta Stackpole, la journaliste féministe de Portrait de femme.

## Biographie

### Premières années et éducation
Mary Katherine Keemle Field, connue de ses amis et de sa famille sous le nom de Kate, naît le 1er octobre 1838 à Saint-Louis, dans le Missouri. Elle est la fille des acteurs Joseph M. Field et Eliza Riddle,.  En 1839, la famille déménage à la Nouvelle-Orléans, où le père de Field travaille pour le New Orleans Picayune et une compagnie de théâtre locale. La famille retourne à Saint-Louis en 1852, où son père ouvre une compagnie de théâtre, avant de déménager à Mobile, en Alabama.
Field est une enfant précoce qui s'intéresse très tôt à la littérature. Elle publie son premier poème, « A Child's Muse », à neuf ans dans le journal de son père à Saint-Louis. Elle fréquente le Lasell Female Seminary (aujourd'hui Lasell College). À 16 ans, elle est envoyée en Europe pour voyager. Elle passe du temps à Florence, en Italie, pour étudier le chant, et commence également à écrire pour des journaux américains. Une histoire circule selon laquelle elle aurait été enlevée en Sicile par des brigands qui auraient exigé une rançon substantielle. Après six semaines, sa famille aurait payé le montant demandé, mais pas avant que le chef du gang ne soit tombé amoureux d'elle et ne l'ait demandée en mariage. Bien qu'elle ait refusé les fiançailles, son influence positive l'aurait inspirée à déménager dans un monastère.

### Carrière
En 1871, Kate entreprend une tournée de conférences à travers la Nouvelle-Angleterre et le nord de l'État de New York. À Buffalo elle rencontre Mark Twain, un collègue conférencier et journaliste, qui écrit négativement à son sujet. Six mois plus tard, elle regrette son expérience : « Je ne souhaite jamais reprendre ma tournée de conférence en Amérique. Je déteste la vie et la majorité du public de provinces. Je l'ai fait pour l'argent ».
En 1874, Field interprète le rôle de Peg Woffington au Booth's Theatre de New York. Elle abandonne ensuite la comédie régulière pour la danse, le chant et la récitation, mais ne rencontre pas de succès frappant. En 1882-1883, elle dirige la Cooperative Dress Association à New York, une association qui œuvre à fournir un emploi équitable et des vêtements abordables aux femmes et aux enfants, mais qui connait un échec retentissant. En 1889, elle fonde Kate Field's Washington, un journal hebdomadaire publié à Washington. Après 1868, elle publie de nombreux volumes de contenus divers. Son travail est alors commenté à l'internationale. Elle écrit notamment pour le Chicago Times-Herald, le New York Tribune et The Boston Post.
Elle prend des positions publiques sur des sujets controversés : elle s'oppose à la statue de la Liberté qu'elle qualifie de mauvaise utilisation de l'île, elle s'oppose à l'interdiction de l'alcool (c'est-à-dire à la tempérance), elle soutient l'industrie du vin,  elle soutient la réforme de l'habillement féminin,  elle s'oppose à l'immigration de « racailles ».  Elle pense que les États-Unis sont le meilleur pays du monde et que ses habitants sont les plus civilisés.

### Relations
Kate ne se marie jamais. En octobre 1860, alors qu'elle rend visite à sa mère à Florence, elle rencontre le célèbre romancier britannique Anthony Trollope. Elle devient l'une de ses amies les plus proches de Trollope, qui la tient en très haute estime, comme il l'explique dans Autobiographie : « Il y a une femme américaine, dont ne pas parler dans un ouvrage prétendant [être] un mémoire de ma propre vie serait d'omettre toute allusion à l'un des principaux plaisirs qui ont honoré mes dernières années ». Les spécialistes de Trollope spéculent sur la nature de leur chaleureuse amitié. Vingt-quatre de ses lettres à Field sont conservées à la Boston Public Library, mais on ne possède pas les lettres qu'elles lui a envoyées.
Elle fréquente Charles Dickens, Robert Browning, Elizabeth Barrett Browning et George Eliot. Bien qu'elle connaisse bien Dickens et couvre sa dernière tournée américaine pour le New York Tribune, Kate est exclue du dîner du Press Club qui honore l'écrivain, comme toutes les autres journalistes femmes. Ce camouflet l'incite à aider Jane Cunnigham Croly à fonder le club féminin Sorosis en 1869.
En janvier 1882, elle rencontre Oscar Wilde, alors en tournée de conférences aux Etats-Unis, par le biais de leur ami commun l'acteur et coach vocal Hermann Vezin. Elle organise un déjeuner en son honneur au siège de la Cooperative Dress Association. Le New York Daily Graphic ridiculise la visite d'Oscar, moqué pour ses tenues et son comportement esthétiques. En réponse, Kate envoie une lettre au rédacteur en chef du Boston Journal louant la publicité que font ses détracteurs à Oscar, soulignant que c'est eux qui ont l'air idiots plutôt que lui. Elle écrit « Hauts-de-chausses - Pourquoi pas ? » pour le Philadelphia Illustrated Weekly pour défendre son choix de costume.

### Mort
Kate meurt d'une pneumonie en 1896 dans la République d'Hawaï alors qu'elle séjourne dans la villa du docteur John Strayer McGrew. Elle se qualifie de « crémationniste », qualifiant la crémation de « non seulement la manière la plus saine et la plus propre, mais aussi la plus poétique de se débarrasser des morts. Quiconque préfère les vers répugnants aux cendres possède une étrange imagination ». Son corps est donc incinéré, et ses cendres enterrées à côté de celles de ses parents et de son frère, au cimetière Mount Auburn à Cambridge, dans le Massachusetts.

## John Brown
Kate admire le martyr et abolitionniste américain John Brown. En 1870, après une campagne de financement, elle achète son ancienne ferme, dans la région montagneuse de North Elba. Grâce à ses efforts, la ferme est aujourd'hui un site historique d'État sous le nom de John Brown Farm. De plus, elle sauve le Fort de John Brown, abandonné à Chicago après l'exposition colombienne de 1893, et le fait reconstruire à Harpers Ferry, en Virginie-Occidentale.

## Publications

### Sélection d’œuvres accessibles sur le site archive.org[11]
- Hap-Hazard, éd. James R. Osgood & Company, 1875.
- Ten days in Spain, éd. James R. Osgood & Company, 1875.
- The History of Bell's Telephone, The Electric Telephone Company, 1878.
- Charles Albert Fechter, biographie de Charles Fechter, éd. James R. Osgood & Company, 1882.
- The Drama of Glass, éd. Libbey Glass Co., 1890.
- The Truth About You, Me and Us, éd.  Accent Press, 2016.
- The Magic of Ramblings, éd.  Accent Press, 2016.